# Sean Paul
Sean Paul, född Sean Paul Ryan Francis Henriques den 9 januari 1973 i Kingston, är en jamaicansk reggaesångare och musiker.
Sean Paul inledde sin karriär på Jamaica 1996, med singeln "Baby Girl", producerad av Jeremy Harding. Han hade därefter en rad hits i Jamaica, exempelvis "Nah Get No Bligh", "Infiltrate" och "Deport Them" (producerad av Tony "CD" Kelly).
Sean Paul fick sitt internationella genombrott med skivan Dutty Rock 2002. Dutty Rock nådde topp 10-listan i USA. Från skivan kom bl.a. singlarna "Get Busy" och "Like Glue", där framförallt den förstnämnda blev en hit i många länder.
Den 27 september 2005 gav han ut sitt tredje album, The Trinity. Den första singeln från albumet blev "We Be Burning". 
Sean Paul har även medverkat i ett TV-spel för Electronic Arts som heter Def Jam: Fight for NY.

## Diskografi

### Studioalbum
- 2000 - Stage One
- 2002 - Dutty Rock
- 2005 - The Trinity
- 2009 - Imperial Blaze
- 2012 - Tomahawk Technique
- 2014 - Full Frequency